# NASCAR SuperTruck Series de 1995
A Temporada da NASCAR SuperTruck Series de 1995 foi a primeira edição da NASCAR Camping World Truck Series, com 21 etapas disputadas o primeiro campeão foi Mike Skinner.